# Trans Hospital

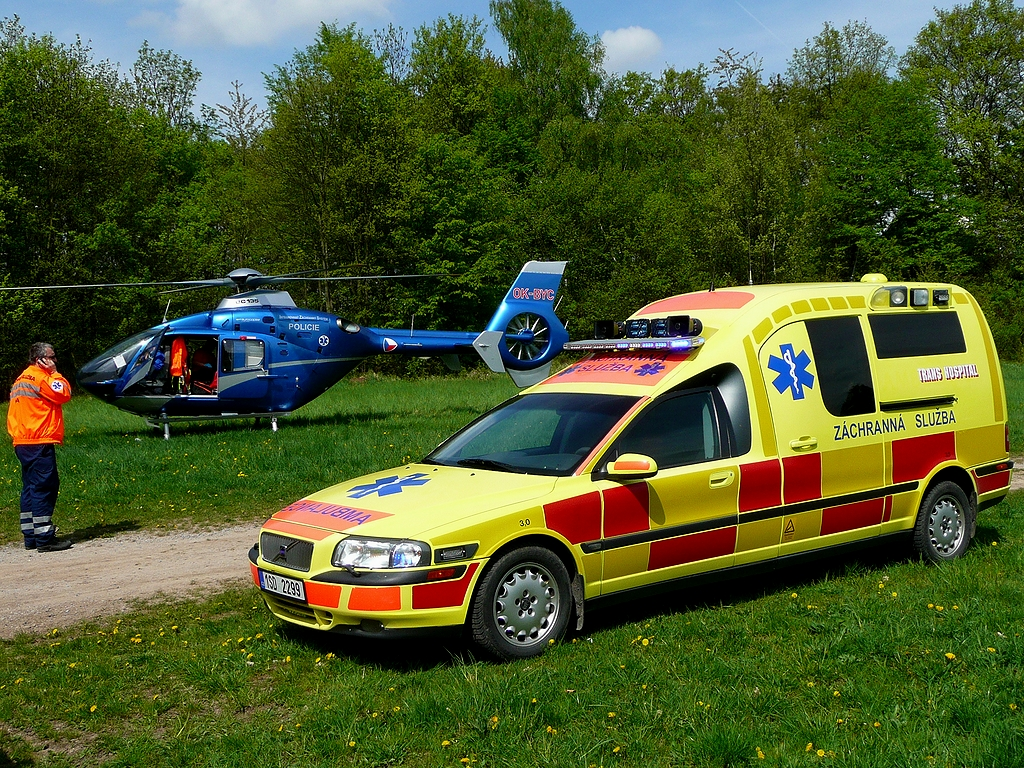
Vozidlo Volvo S80 je zakoupeno ze Švédska; na fotografii ve spolupráci s vrtulníkem letecké záchranné služby Kryštof 01

TRANS HOSPITAL PLUS, s.r.o. je nestátní provozovatel záchranné služby na výjezdových základnách v Řevnicích v okrese Praha-západ ve Středočeském kraji a ve Frymburku v okrese Český Krumlov v Jihočeském kraji. Záchranná služba je organizována podle zákona č. 240/2000 Sb., o krizovém řízení. V případě potřeby spolupracují posádky záchranné služby Trans Hospital s výjezdovými nebo vzletovými skupinami krajských územních záchranných služeb, a to se Zdravotnickou záchrannou službou Středočeského kraje a se Zdravotnickou záchrannou službou Jihočeského kraje. Přednemocniční neodkladná péče je poskytována podle zákona č. 374/2011 Sb., o zdravotnické záchranné službě. Zdravotnická záchranná služba Trans Hospital působí v Česku od 18. listopadu 1991. Dále zajišťuje lékařskou službu první pomoci, dopravní zdravotní službu, přepravu transfuzních přípravků, speciálních léčiv, tkání, buněk a orgánů k transplantaci, přepravu lékaře nebo jiného zdravotnického pracovníka ke specializovanému a nezbytnému výkonu, převoz patologického novorozence a novorozence s nízkou porodní hmotností, převozy infekčních pacientů, sekundární převozy, převozy z a do zahraničí, zdravotnický dozor na různých sportovních, kulturních a společenských akcích, speciální záchranné akce a také pro středočeskou záchrannou službu zajišťuje se svým vozem Mercedes-Benz Sprinter 516 CDI transporty tzv. XXL pacientů, tedy nadměrně hmotných pacientů. Vozidla Trans Hospitalu byla několikrát pronajata štábům pro natáčení filmů či televizních seriálů.

## Vozový park

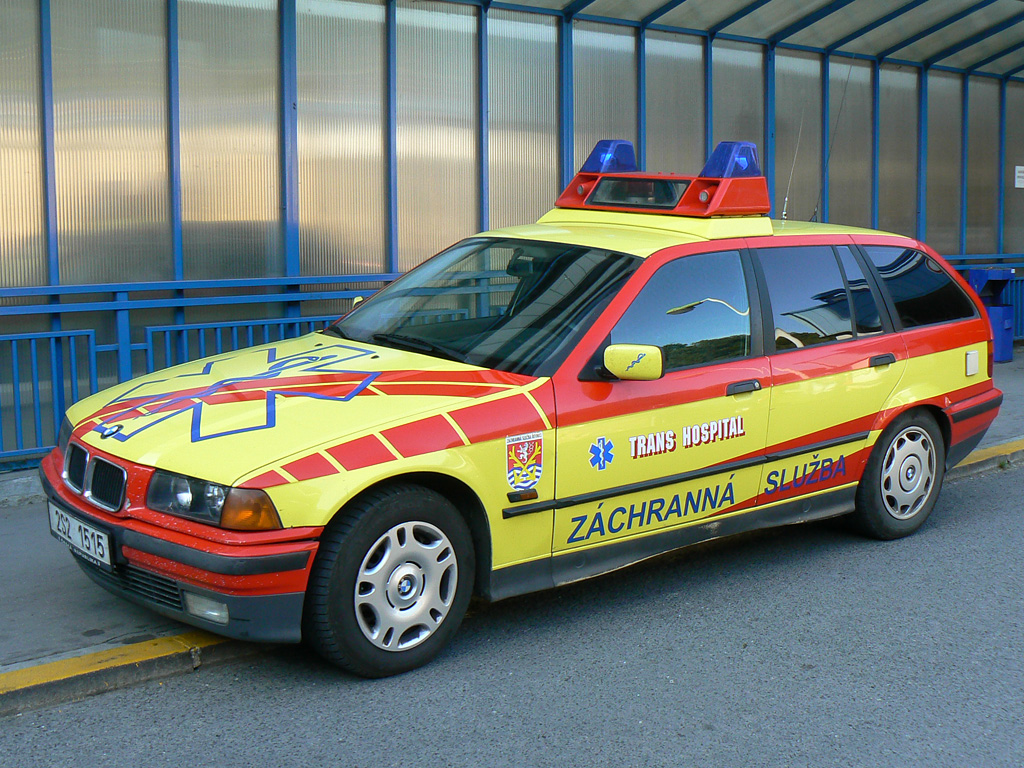
BMW Trans Hospital

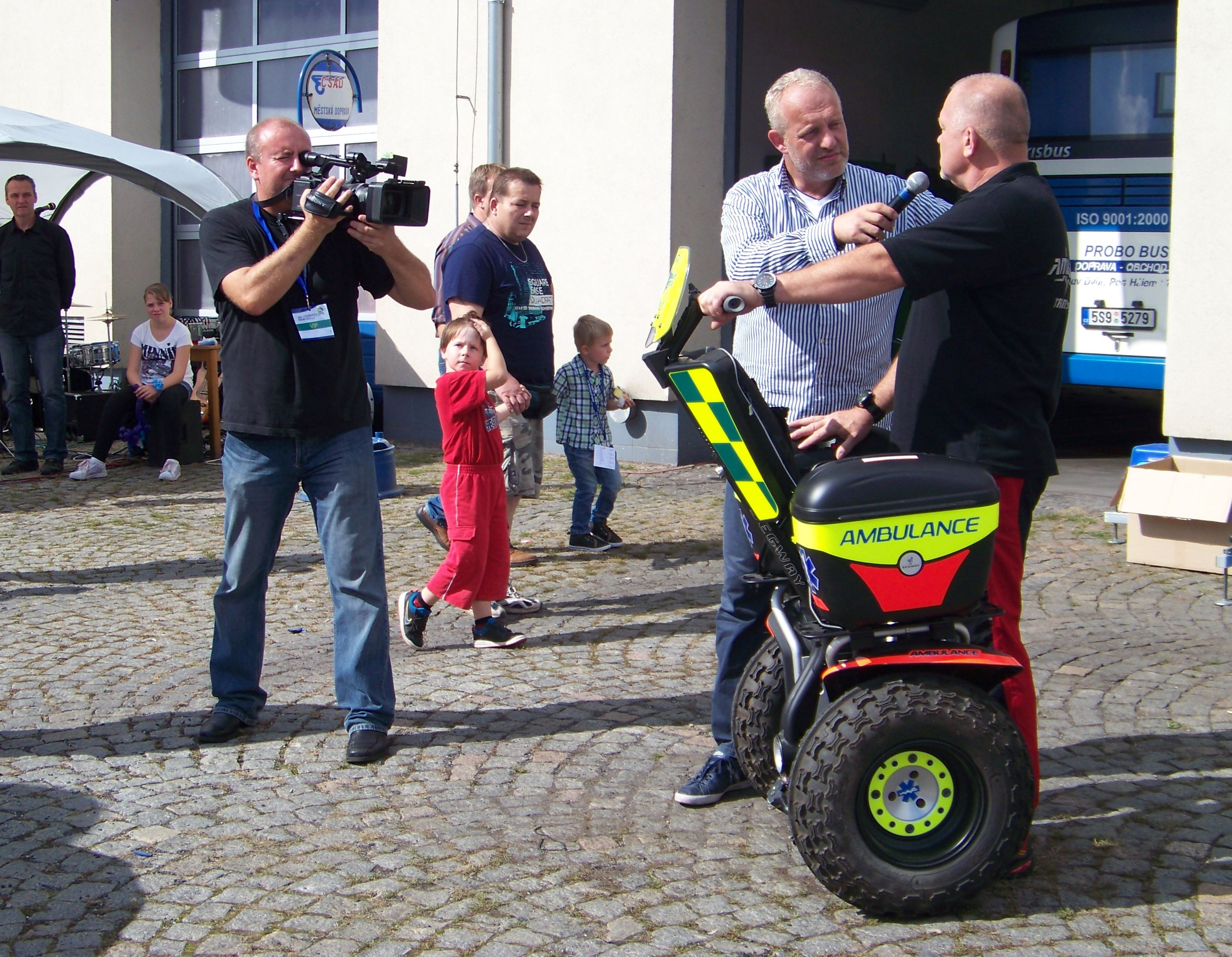
Trans Hospital předvádí záchranářský segway na dni otevřených dveří autobusové společnosti PROBO BUS v září 2014

Trans Hospital provozuje dvě výjezdové základny a rozsáhlý vozový park čítající několik desítek vozů. Důvodem je především zajišťování zdravotnických asistencí a služba DRNR. Specifikem sanitních vozidel je jejich designové zpracování - téměř každé vozidlo má zvláštní polepy. Vozový park není unifikovaný, čítá různé typy sanitních vozidel s rozmanitým vzhledem. Zvláštností pak je, že většina vozidel jsou starší ojeté sanitky, které byly nakoupeny v zahraničí a v České republice modernizovány.
Většina sanitek byla pořízena v Německu, ale jsou zde vozidla také ze Švédska nebo od jiných českých záchranných služeb. Do roku 2010 vyjížděla skupina v Řevnicích ve vozidle Ford Econoline E 350, které dříve jezdilo v New Jersey. Nyní na této základně slouží nové vozidlo VW Crafter. Mezi atypické dopravní prostředky patří autobus Karosa k zajištění hromadných událostí, vodní vznášedlo, obojživelné pásové vozidlo BVP 2 ve speciální záchranářské úpravě, motocykl BMW RT 1100 nebo historická vozidla IMV, Škoda 1201 nebo Škoda 1203.